# Complejo deportivo Rías do Sur
El complejo deportivo Rías do Sur es un complejo deportivo situado en el lugar de Pontemuíños, en la parroquia pontevedresa de Lourizán, muy cerca del centro urbano de la ciudad española de Pontevedra.
Destaca por tener una de las cuatro piscinas olímpicas de Galicia junto con la piscina municipal de Riazor (La Coruña),la piscina olímpica municipal de Lieiro (Cervo),y la piscina Rosario Dueñas (Orense).

## Historia
La idea de la creación de una piscina olímpica en Pontevedra nació de la falta de espacio y recursos que experimentó a finales de los años 1990 el Club Natación Galaico (fundado en 1994), que en aquel momento crecía mucho en tamaño y tenía que utilizar las calles disponibles en una piscina de 25 metros del gimnasio Budo, en la avenida de la Estación. 
La conciencia del alcance del proyecto llevó en el año 2000 a la creación de la Asociación de Amigos de la Piscina Olímpica, formada por 150 socios (en su mayoría familias). Esta asociación junto con el Club Natación Galaico y el Club Natación Rías Baixas (creado en 1996), que suman más de 350 nadadores, integraron el patronato de la Fundación Rías do Sur. El esfuerzo económico de la asociación, la cesión de terrenos por parte del Ayuntamiento de Pontevedra y la competencia económica del ayuntamiento, la Diputación Provincial de Pontevedra, la Junta de Galicia y el Consejo Superior de Deportes impulsaron la construcción de la piscina olímpica con la colaboración de la empresa Ence cediendo la energía térmica.
Las obras se realizaron en la avenida Matos del barrio de Pontemuíños con vistas a la ría de Pontevedra entre octubre de 2003 y 2005,  siendo inaugurado el complejo deportivo el 3 de marzo de 2006.
El complejo dispone de una piscina de 25 metros y de otra de 50 metros.

## Galería

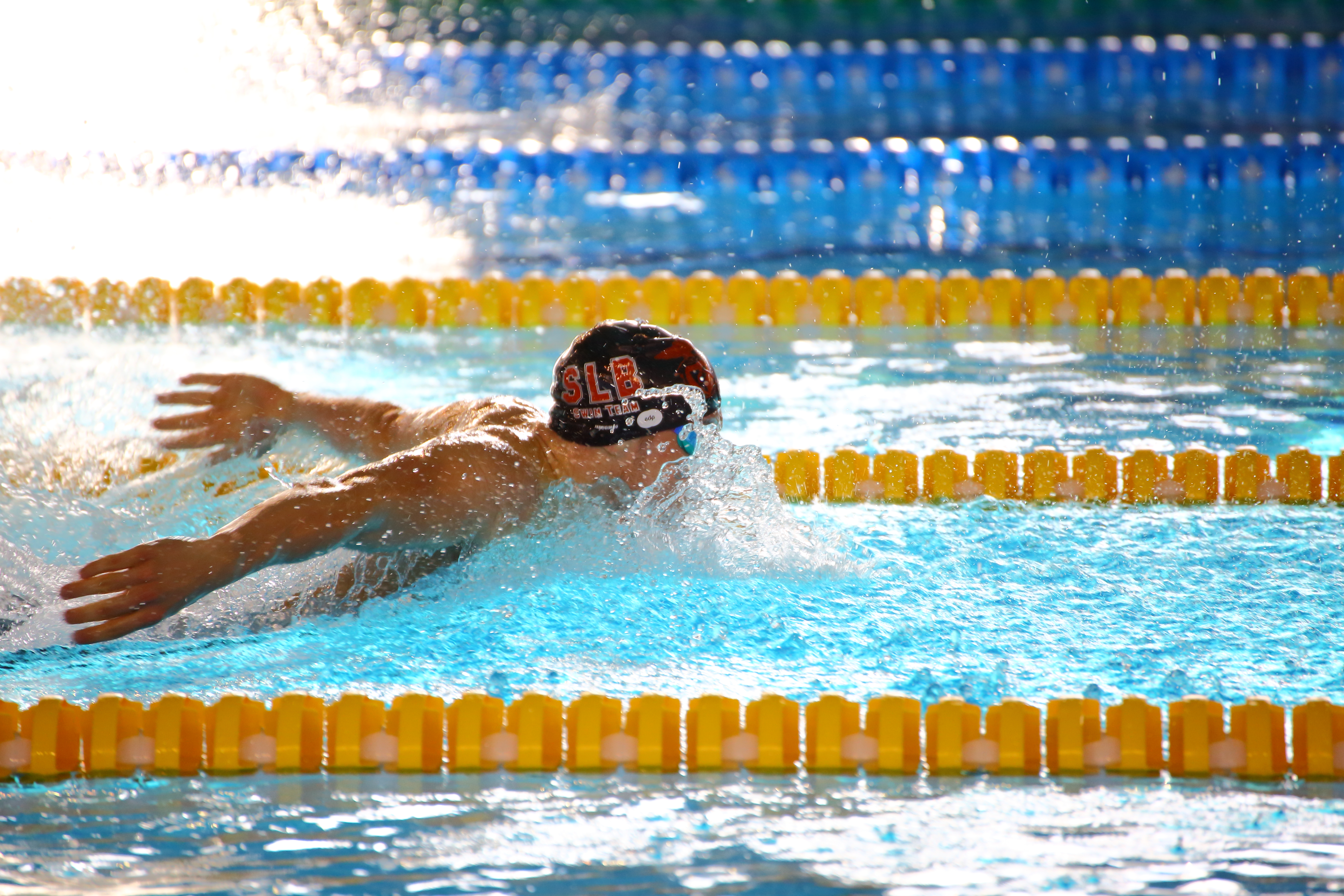
Campeonato de España Absoluto Open Primavera 2017
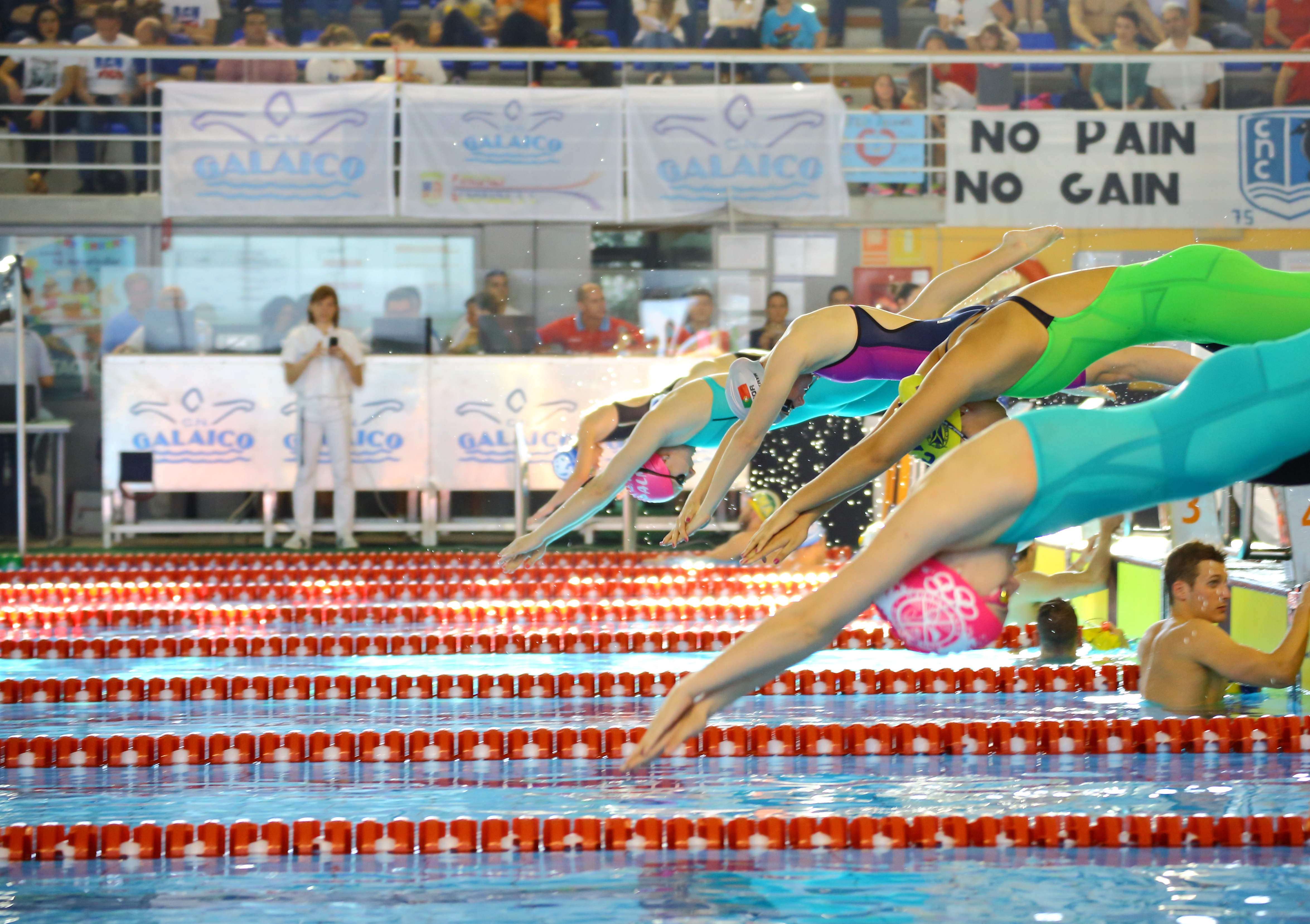
Campeonato de España Absoluto Open Primavera 2017
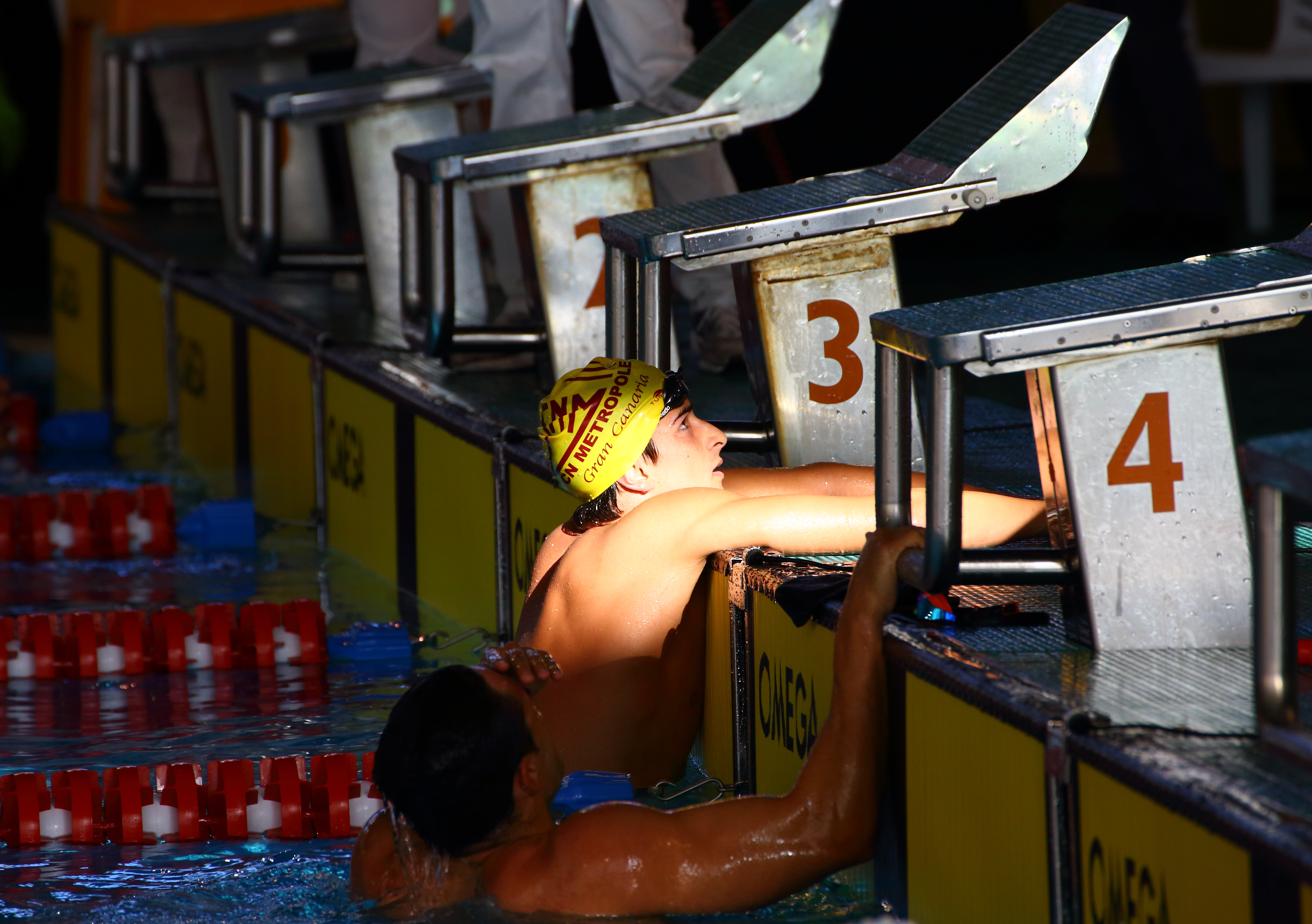
Campeonato de España Absoluto  Open Primavera 2017
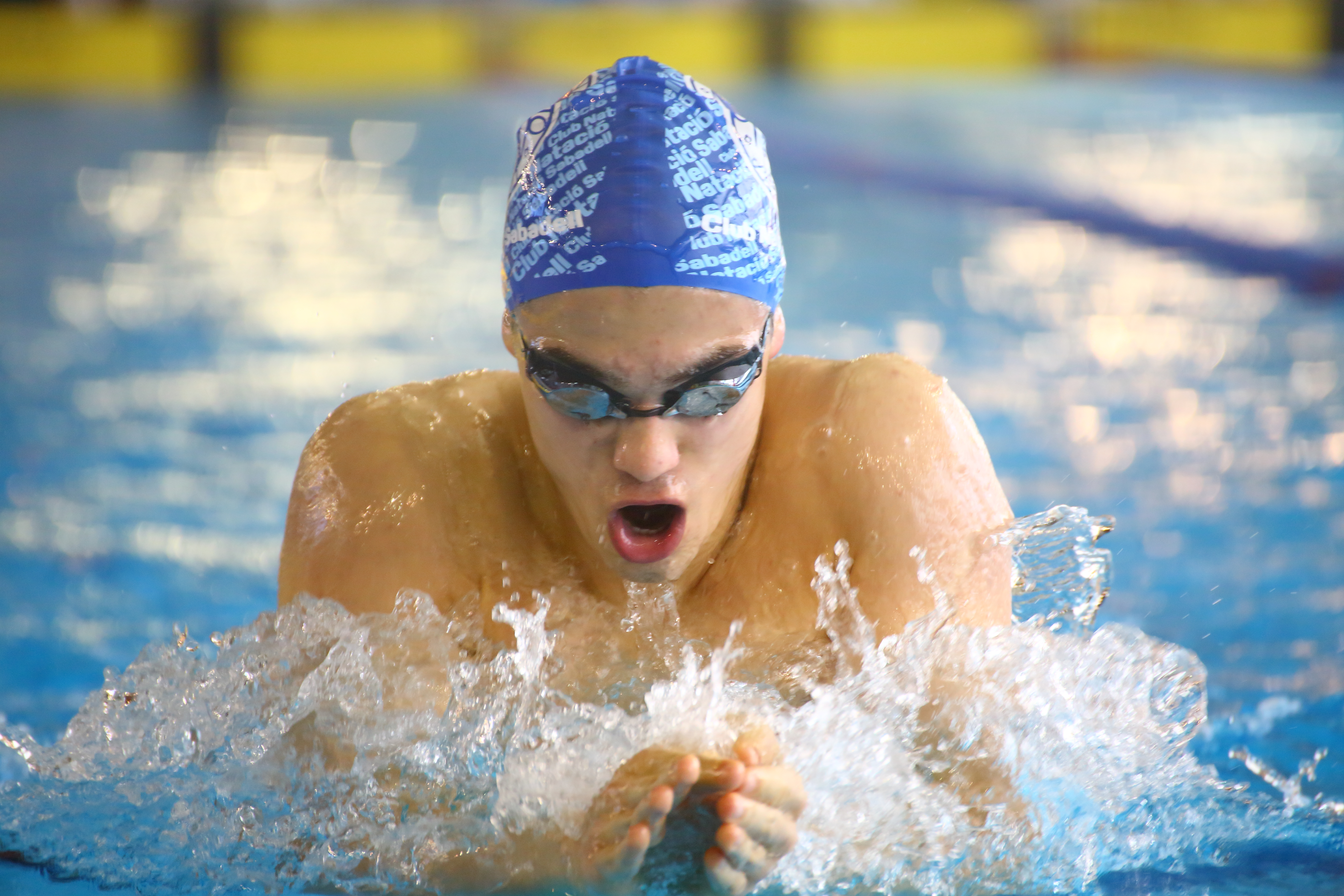
Campeonato de España Absoluto Open Primavera 2017
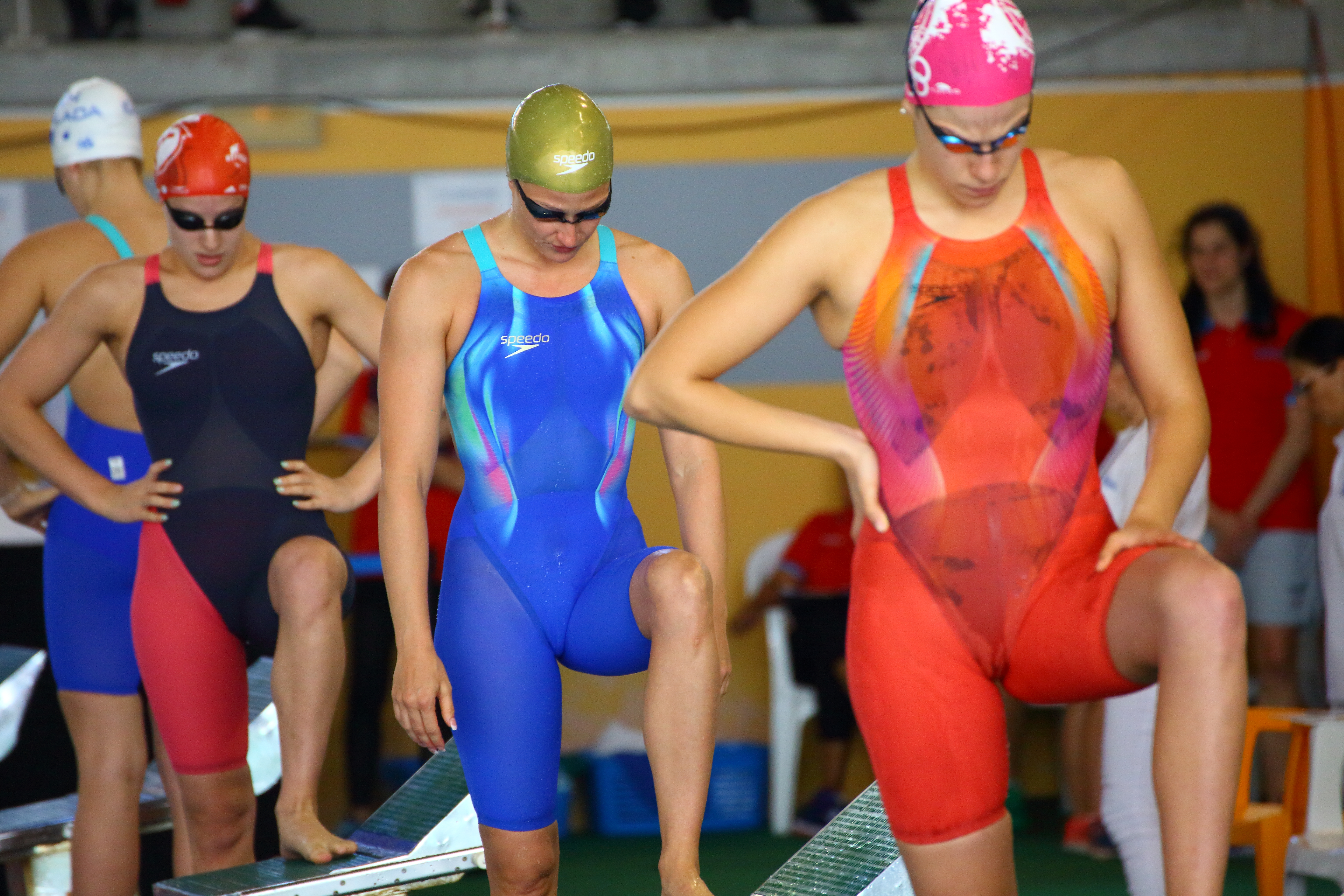
Campeonato de España Absoluto Open Primavera 2017
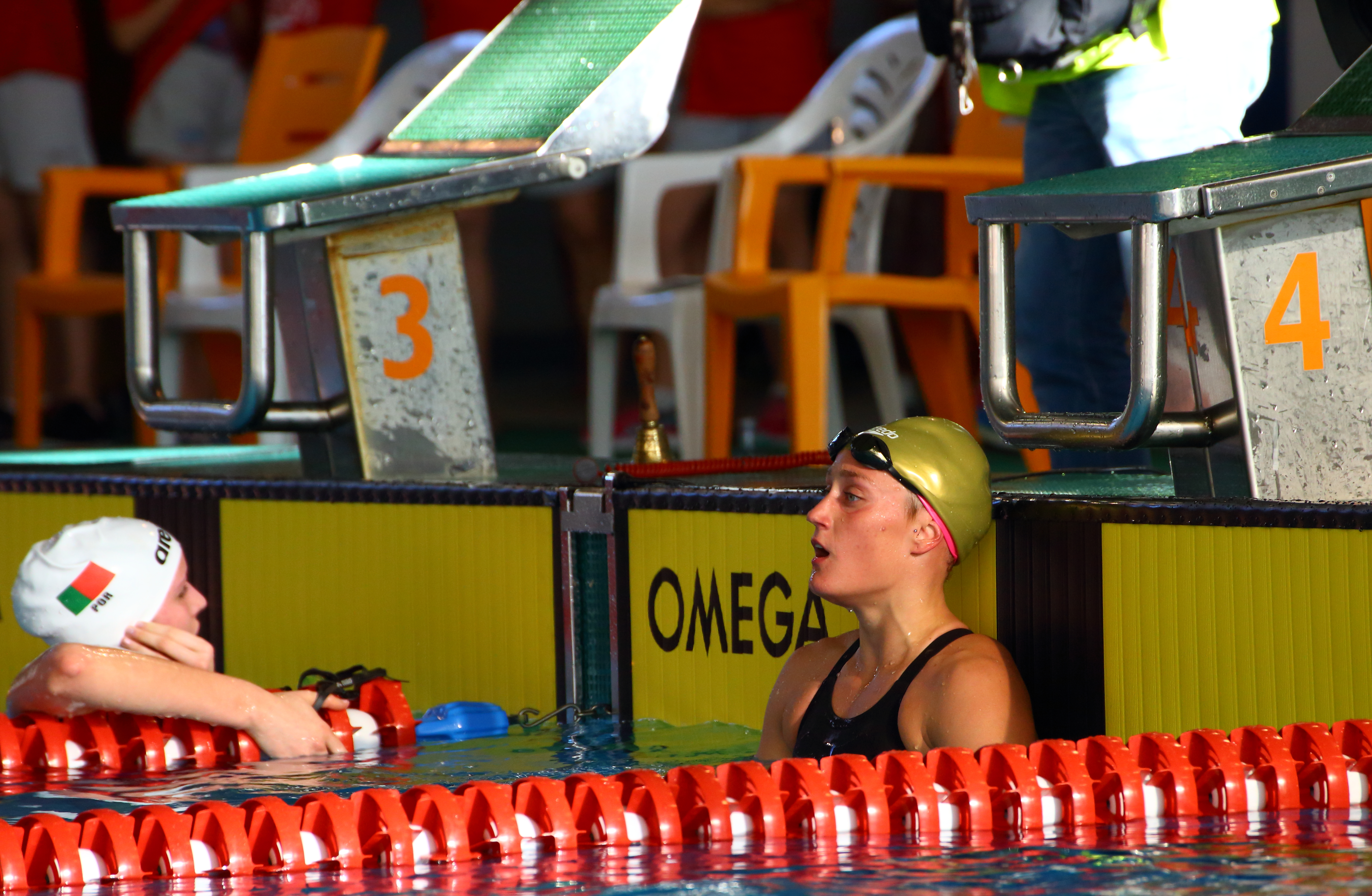
Mireia Belmonte en el Campeonato de España Absoluto Open Primavera 2017